# Joel Apezteguía
Joel Apezteguía, né le 17 décembre 1983 à La Havane, est un footballeur international cubain jouant au poste d'attaquant.

## Biographie

### En sélection
En mars 2021, il fait partie d'une sélection cubaine historique qui vient tout juste de s'ouvrir pleinement à l'intégration des joueurs de clubs étrangers,,. Le 24 mars 2021, il fait ses débuts avec l'équipe cubaine lors d'une défaite 0-1 contre le Guatemala,.